# Битва за ветряную мельницу
Битва за ветряную мельницу (англ. Battle of the Windmill) — пятидневный бой канадских республиканцев и американских добровольцев с лоялистской милицией и британской регулярной пехотой близ города Прескотт в ноябре 1838 года. Явилась последним крупным боестолкновением канадских антиколониальных антиолигархических восстаний 1837—1838. Закончилась поражением повстанцев. Общественный резонанс от события ускорил реформы и введение основ самоуправления в Канаде.

## Канадская повстанческая эмиграция
В ноябре 1837 в Нижней Канаде вспыхнуло Восстание Патриотов. Месяц спустя началось Восстание в Верхней Канаде. Эти республиканские движения против британского колониального правления и олигархического «Семейного пакта» были подавлены британскими войсками и местными лоялистами — консервативной проанглийской милицией. Нижнеканадское движение продлилось около года. Верхнеканадское потерпело поражение уже к концу 1837. Его лидеры во главе с Лайоном Макензи провозгласили Республику Канада и бежали в США.
На американской территории канадские республиканцы сформировали сетевую военно-политическую структуру — Охотничьи ложи. Их поддержали многие представители американской общественности, революционные эмигранты из Европы, а также криминальные и околокриминальные круги приграничных районов, контрабандисты и речные пираты. Официальные власти США в целом симпатизировали канадским республиканцам, но воздерживались от практической помощи.
Осенью 1838 «Охотничьи ложи» штата Нью-Йорк приняли решение выступить на территорию Канады. План строился в расчёте на массовую поддержку канадцев и возобновление вооружённой борьбы. Ошибочность этого расчёта — республиканское движение было подавлено, большинство канадского населения лояльно относилось к властям — выявилась позднее. Кроме того, британская разведка заранее получила информацию о подготовке вторжения.

## Поход на Прескотт
11 ноября 1838 года границу по реке Святого Лаврентия пересекли три отряда. Общее командование осуществлял самоназначенный «генерал» Джон Бёрдж, руководитель «Охотничьих лож» Нью-Йорка. «Адмиралом» объявил себя контрабандист Билл Джонстон, капер времён англо-американской войны. Третьим отрядом командовал Миколай (Нильс) Шульц — инженер, предприниматель и революционер финского происхождения, участник Польского восстания 1830.
Первым военным актом экспедиции должен был стать захват города Прескотт, где предполагалось создать организационно-политический центр восстания. Однако Бёрдж (вероятно, быстро осознав враждебность местного населения и рискованность предприятия) предложил выждать день и искать подкреплений. Его поддержал Джонстон. На штурме Прескотта настаивал только Шульц. Он взял на себя фронтальный удар, но требовал, чтобы Бёрдж и Джонстон обеспечили фланги.

## Распад повстанческой экспедиции
Бёрдж заявил, что отступает за подкреплениями на американский берег. Шульц согласился с этим при условии, что отряд Джонстона поддержит его в атаке на Прескотт.
Отряд Бёрджа отбыл в американский город Огденсберг. Там Бёрдж сказался больным, его бойцы расквартировались на отдых. Отряд Джонстона двинулся на шхуне по реке в обход Прескотта, однако судно неожиданным образом село на мель. Бойцы Джонстона тоже переправились на американский берег и присоединились к отряду Бёрджа.
Таким образом, на канадской стороне остался только отряд Шульца численностью около 250 человек. Для взятия Прескотта этих сил было явно недостаточно. Лоялисты быстро отмобилизовали в городе вооружённую милицию.
Шульц отвёл своих бойцов к небольшому селению Ньюпорт в двух милях к востоку от Прескотта. Отряд занял позицию на 18-метровой каменной ветряной мельнице. Мельница представляла собой удобное укрепление с дальним обзором. Стены выдерживали попадание не только ружейных пуль, но и ядер военно-морской артиллерии. Шульц рассчитывал выдержать несколько дней осады, после чего, как он был уверен, прибудут подкрепления от Бёрджа, а главное, начнётся восстание канадцев.

## Бой отряда Шульца
Первое контрповстанческое формирование выдвинулось из Прескотта к Ньюпорту ранним утром 13 ноября. Оно насчитывало около 600 человек, из которых примерно 500 составляли милиционеры-лоялисты, остальные были британскими морскими пехотинцами. Общее командование осуществлял британский полковник Пломер Янг, милицией руководили известный журналист и фермер, консерватор-оранжист Роберт Гоуэн, Джордж Макдоннел и Джон Крайслер.

Это была преданная англичанам милиция — злобная, дышащая ненавистью к «бандитам», та самая, которая год назад пылала жаждой вешать повстанцев. Они устремились в атаку, обрушив на осажденных свинцовый ливень. Отбитые, они шли на штурм второй, третий, четвёртый раз, разъяренные, уверенные в своем численном превосходстве…

Ширина реки в этом месте не превышала полутора километров и позволяла подробно наблюдать с американского берега ход битвы. Берег облепили тысячи зевак, среди которых находились вояки Бёрджа и Джонсона. Все были страшно заинтригованы исходом боя, повторяли все время: «It is a fine show» — «Великолепное зрелище!» — и заключали пари.

Аркадий Фидлер

При первом штурме атакующие потеряли 13 человек убитыми, отряд Шульца — 18 человек. Повстанцам удавалось удерживать позиции 12-15 ноября. Но стало очевидным, что ни с американского берега, ни от канадского населения помощи повстанцам не будет. Корабли американского флота блокировали выход из Огденсберга — правительство США не желало политических осложнений с Великобританией. Американские представители попытались договориться о создании отряду Шульца коридора безопасного отхода, но полковник Янг отказал в этом. С реки ветряную мельницу обстреливали канонерки британского флота под командованием капитана Уильяма Сэндома. Тем временем из Кингстона прибыла регулярная британская часть — 83-й полк канадской пехоты под командованием полковника Генри Дандаса. Против двух сотен повстанцев было собрано не менее 2000 обученных военных.
Шульц попытался вступить в переговоры. Он готов был сложить оружие на определённых условиях. Однако Дандас отказался признавать повстанцев воюющей стороной и соглашался только на безоговорочную капитуляцию.
16 ноября 1838 После нескольких часов ожесточённого боя солдаты и милиция захватили ньюпортскую ветряную мельницу. Милиционеры начали расстреливать пленных и добивать раненых. Английские солдаты с трудом прекратили эти расправы, пригрозив открыть огонь по милиции.
Согласно наиболее распространённым данным, повстанцы потеряли убитыми более 50 человек, около 160, в том числе Миколай Шульц были взяты в плен. Потери британских войск и милиции составили менее 20 человек убитыми и примерно 60 ранеными. Однако на этот счёт существуют и иные оценки.

## Судьбы участников
В конце ноября военный трибунал в Кингстоне приговорил к смертной казни 11 человек во главе с Миколаем Шульцем. 8 декабря 1838 года они были повешены. Ещё трое скончались от ран до вынесения приговора.
60 повстанцев отправились на каторгу в Австралию. Остальные были оправданы. Многие из осуждённых впоследствии получили помилование.
На суде Миколай Шульц признал, что ошибочно оценил настроения канадского народа. Он выразил сожаление в связи с кровопролитием и завещал часть своего состояния вдовам погибших английских солдат. Шульц также попросил своих единомышленников при случае выразить благодарность солдатам 83-го полка за то, что они не позволили милиции расправиться с пленными повстанцами.
О дальнейшей судьбе Джона Бёрджа достоверные сведения отсутствуют. По некоторым данным, он руководил военизированным формированием в начале 1860-х годов, затем занимался медицинской практикой.
Билл Джонстон продолжал заниматься контрабандой, затем был владельцем таверны и смотрителем маяка на одном из островов в американской части реки Святого Лаврентия.
Полковники Генри Дандас и Пломер Янг продолжали службу в британской армии, оба получили генеральские звания. Дандас был командующим войсками в Шотландии, управляющим Эдинбургского замка. Янг занимал высокие посты в канадской колониальной администрации, курировал канадскую милицию, был заместителем командующего кингстонским гарнизоном.
Роберт Гоуэн (трижды раненый в Битве за ветряную мельницу) активно участвовал в канадской политике с консервативных позиций, избирался олдерменом Торонто, занимался журналистикой, литературой и историей оранжизма. В период реформ 1840-х выступал против «Семейного пакта».

## Политические последствия
Несмотря на поражение республиканских повстанцев, Битва за ветряную мельницу сыграла заметную роль в политической истории Канады. Британские власти, обеспокоенные нестабильностью, вынуждены были рассмотреть вопрос о реформах.
Генерал-губернатор Канады лорд Дарем написал основательный доклад с предложением ввести в колонии основы самоуправления и смягчить репрессивную политику. При всём нежелании британского правительства и колониальной администрации, некоторые шаги такого рода вскоре были совершены. В частности, Акт о Союзе 1840 года считается косвенным следствием восстаний 1837—1838, в том числе Битвы за ветряную мельницу.
В 1867 году первым премьер-министром самоуправляемой Канадской Конфедерации стал Джон Макдональд — адвокат Миколая Шульца на процессе в Кингстоне.
Битва за ветряную мельницу рассматривается канадскими историками как яркий эпизод восстаний 1837—1838.